# Sergius Yakobson
Sergius Osipovich Yakobson (auch Sergej Jacobsohn oder Jakobson, russisch Сергей Осипович Якобсон, wiss. Transliteration Sergej Osipovič Jakobson, * 9. Mai 1901 in Moskau, Russisches Kaiserreich; † 13. November 1979 in Washington, D.C.) war ein russisch-deutsch-US-amerikanischer Bibliothekar, Historiker und Sowjetologe.

## Leben und Tätigkeit

### Jugend, Ausbildung und frühe Laufbahn
Yakobson wuchs in Moskau auf. Sein älterer Bruder war der Linguist Roman Ossipowitsch Jakobson. Nach dem Besuch des Gymnasiums des Lazarewschen Institutes für Orientalische Sprachen in Moskau, das er 1918 mit dem Reifezeugnis verließ.
Vor den Umwälzungen der Oktoberrevolution floh Yakobson nach Deutschland, wo er 1919 das Studium der Geschichte an der Universität Hamburg aufnahm. 1920 wechselte er an die Friedrich-Wilhelms-Universität in Berlin, wo er sich der neueren und der osteuropäischen Geschichte widmete. Zu seinen Lehrern dort gehörten Brackmann, Otto Hoetzsch, Marcks, Friedrich Meinecke, Stählin und Tang.
1925 promovierte Yakobson mit der von Hoetzsch betreuten Arbeit Der Streit um Elbing in den Jahren 1698/99. Ein Beitrag zur Geschichte der Beziehungen Polens und Brandenburgs zum Dr. phil. In den folgenden Jahren arbeitete er als Assistent an der Universität und hielt auch Veranstaltungen ab. 1930 fand Yakobson eine Anstellung bei einem Verlag in Leipzig. Dort wirkte er an zwei Enzyklopädien (Das Rechtslexikon und Das Jugendlexikon) mit. Im März 1930 wurde Yakobson in Deutschland naturalisiert.
1931 erhielt Yakobson ein Forschungsstipendium der Publikationsstelle des Geheimen Staatsarchivs in Berlin, das es ihm ermöglichte, ab Januar 1932 in dieser Einrichtung zu arbeiten. In der Folgezeit arbeitete er an einer Studie über die preußischen Beziehungen mit Danzig von 1636 bis 1703 (Preußen als Schützer Danzigs zur polnischen Zeit) und bereitete parallel eine Quellenedition von Berichten der preußischen Gesandten in Warschau im 18. Jahrhundert vor.

### Emigration nach Großbritannien
Wenige Monate nach dem Machtübernahme der Nationalsozialisten im Frühjahr 1933 wurde Yakobson im August 1933 aufgrund seiner jüdischen Abstammung gemäß dem Berufsbeamtengesetz (speziell unter Verweis auf Artikel 3) aus dem Staatsdienst entlassen. Noch im selben Jahr siedelte er nach Großbritannien über.
Dort fand er 1934 eine Anstellung als Chefbibliothekar der UCL School of Slavonic and East European Studies der University of London, die er bis 1940 beibehielt. Hier hielt er auch Vorlesungen. Außerdem übernahm er die Funktion eines Prüfers (examiner) am Foreign Office und am War Office in London, während er für die Encyclopedia Britannica 28 Artikel über sowjetische Themen beisteuerte. Hinzu kamen Vorträge über die russische Geschichte an den Universitäten Oxford, Cambridge, Cardiff und Nottingham.
Von den nationalsozialistischen Polizeiorganen wurde Yakobson nach seiner Emigration als Staatsfeind eingestuft: Im Frühjahr 1940 setzte das Reichssicherheitshauptamt in Berlin ihn auf die Sonderfahndungsliste G.B., ein Verzeichnis von Personen, die im Falle einer erfolgreichen deutschen Invasion Großbritanniens durch die Sonderkommandos der SS-Einsatzgruppen mit besonderer Priorität ausfindig gemacht und verhaftet werden sollten.

### Leben in den Vereinigten Staaten (1940 bis 1979)
1940 siedelte Yakobson in die Vereinigten Staaten über. Mit Hilfe eines Stipendiums der Rockefeller Foundation führte er ein Projekt zur Ostforschung durch (Survey of the Slavic History). 1941 wurde Yakobson als einer der führenden Experten für osteuropäische Sprachen und osteuropäische Geschichte von der Verwaltung der Leitung der Library of Congress als Leiter der Abteilung für Ost- und Mitteleuropa (Slavic and Central European Division) dieser Einrichtung eingestellt. Gleichzeitig fungierte er als Direktor der Russlandabteilung (Russian Section) des Wissenschaftlichen Dienstes des Kongresses (Legislative Reference Service), wobei er den Titel eines Chief führte, aber auch häufig als Senior Specialist bezeichnet wurde. In dieser Stellung beriet Yakobson Abgeordnete beider Häuser des Kongresses sowie Regierungsstellen in die Sowjetunion und Russland betreffenden Angelegenheiten.
Yakobson versah diese beiden Stellungen bis zu seiner Pensionierung im Mai 1971. Sein Nachfolger als Leiter der Ost- und Mitteleuropaabteilung der Kongressbibliothek wurde Paul L. Horecky. Im Ruhestand führte Yakobson, der damals als einer "grand old men" der Osteuropaforschung (Kirchner) galt, seine Aufgaben in reduziertem Maße als honorary consultant fort. Yakobson starb nach mehreren Schlaganfällen im George Washington University Hospital.
Zudem war Yakobson beitragender Mitherausgeber (contributing editor) der Fachzeitschrift American History Review, Mitglied des Panel on the Study of International Relations of the American Political Science Association, Mitglied des Verwaltungsbeirates (administrative committee) des Russian Translation Project sowie Mitglied am American Council of Learned Societies, des Social Science Research Councils und der American Historical Association.
Daneben hielt Yakobson als Experte für die Sowjetunion Vorträge an der University of Pennsylvania, Cornell University, der University of Maryland und der Yale University.
Jakobsons Nachlass wird heute in der Hoover Institution verwahrt.

## Auszeichnungen
1972 erhielt Yakobson den "national distinguished scholarship award" der AAASS.

## Schriften (Auswahl)
- Der Streit um Elbin in den Jahren 1698/99. Ein Beitrag zur Geschichte der Beziehungen Polens und Brandenburg-Preussens, Elbing 1928.
- Kruiok ljubitelej russkoj stariny, Berlin 1932.
- "Early Anglo-Russian Relations (1553-1613)", in: Slavonic Review, Jg. 13 (1934–35), S. 597–61.
- "Russia and Africa”, in: Slavonic and East European Review 17, Nr. 51 (April 1939), S. 623–637.
- "The Rise of Russian nationalism", in: Nationalism. A Report by a Study Group of Members of the Royal Institute of International Affairs, London 1939, S. 57–80.
- Five Hundred Russian Works for Libraries, 1948.
- "The Soviet Concept of the Satellite State", in: Review of Politics, Jg. 2, April 1949, S. 184–195.
- Tensions within the Soviet Union, Washington 1951 (auf Deutsch: Spannungen in der Sowjetunion, Wien 1951)
- Einleitung, in: Soviet Economic Institutions. The Social Structure of Production Units, Stanford 1952.
- Report on the Survey of European Slavic Collections (July-September, 1953), Washington 1953.
- "Trend. May Day Slogans in Soviet Russia, 1918-1943", in: Harold D Lasswell/Nathan Leites: Language of Politics, 1965, S. 233–297. (mit Harold D. Lasswell)
- "Russia and Africa", in: Lederer (Hrsg.): Russian Foreign Policy, New Haven 1962, S. 453–87.
- "The Soviet Union and Ethiopia. A Case of Traditional Behaviour", in: Review of Politics, Jg. 25 (Juli 1963), S. 329–342. (auch in: Kurt London (Hrsg.): New Nations in a Divided World, New York 1963)
- Aspects of Intellectual Ferment in the Sovie Union, Washington 1966. (auch erschienen als pects of Intellectual Ferment and Dissent in the Soviet Union, Washington 1968) (zusammen mit Richard V. Allen)
- "Peter the Great. A Russian hero", in: History Today, 22 (1972), S. 461–469.
- "The Russian Conquest of Siberia", in History Today 22 (1972), S. 700–705.
- "Richard Cobden's Sojourn in Russia, 1847", in: Oxford Slavonic Papers 7 (1974), S. 60–74.
- The Library of Congress. its Russian Program and Activities, s.l.e.a